# William Allan
William Allan (Edimburgo, 1782 – Edimburgo, 23 febbraio 1850) è stato un pittore scozzese.

## Biografia
Ebbe una vita movimentata: si spostò prima a Edimburgo, poi a Londra, da qui in Russia e successivamente in Italia, Grecia e Spagna.
Ritornato in Scozia, fu nominato baronetto e divenne presidente della Royal Scottish Academy di Edimburgo (1838) e amico di Walter Scott.